# 평양시의 교통
평양직할시는 조선 민주주의 인민공화국의 철도교통과 수송전선의 중심지이다.

## 도로 교통
고속도로는 평양원산고속도로, 평양희천고속도로, 평양원산고속도로, 청년영웅도로가 있다.

## 철도 교통
평의선, 평부선, 평라선, 평덕선, 평남선이 있다.

### 도시내 교통
평양 지하철도가 있다. 그 외에도 평양 궤도전차, 평양 트롤리버스가 있다.